# Torre de Mariola
La Torre de Mariola, en Bocairente, se trata de una torre de vigilancia, de época medieval islámica, probablemente del siglo XI. Está declarada como BIC (Bien de Interés Cultural).
Se halla en el Alto de Mariola, en la sierra y paraje natural del mismo nombre, y en las proximidades del área recreativa en la que se encuentran la Casa y la Fuente de Mariola. Desde las proximidades de esta fuente se puede ascender a la torre con relativa facilidad, disfrutándose de unas espectaculares vistas.

## Descripción histórico-artística
Esta es una torre que se ha utilizado durante toda su historia como torre defensiva debido a su situación estratégica, en lo alto de la Sierra Mariola. Los orígenes de su ocupación humana se remontan a la Edad del Bronce, aunque los restos de la torre que se conservan actualmente son de la época musulmana, probablemente del siglo XI. También existe una antigua leyenda que relaciona la torre, la fuente y el paraje con un primitivo establecimiento romano. La fortaleza, de pequeñas dimensiones, debía servir como punto de observación y refugio para los pobladores de las alquerías cercanas.
Cimentada sobre la propia roca de la cumbre, está construida con piedras y argamasa. La torre tiene una planta cuadrangular de 8 x 9 m, con muros de 1,6 m de grosor. Se levanta hasta unos 5 m de altura sobre la base, habiendo perdido buena parte de su estructura superior. Su estado actual es de abandono y ruina.